# Verchneje Dubrovo, Sverdlovsk oblast
Verchneje Dubrovo (ryska Верхнее Дуброво) är en ort i Sverdlovsk oblast i Ryssland. Folkmängden uppgår till cirka 5 000 invånare.